# Meidrim
Meidrim è un centro abitato del Galles, situato nella contea del Carmarthenshire.